# São Fernando
São Fernando est une municipalité brésilienne située dans l'État du Rio Grande do Norte.